# Askut

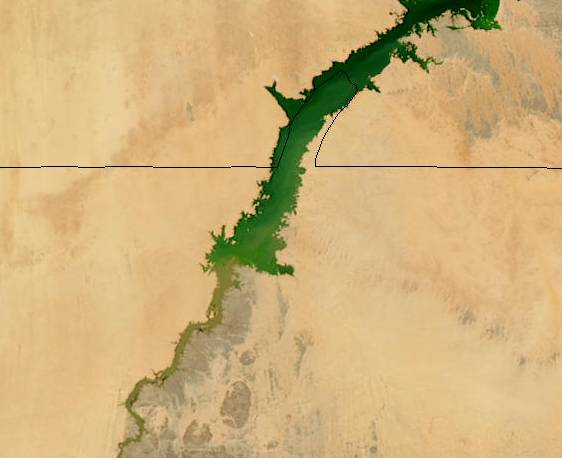
Satellitenbild des Nubia-Sees im Jahr 2003

Auf der ehemaligen sudanesischen Nilinsel Askut (altägyptisch Djer-Setiu) stand im Mittleren Reich eine altägyptische Festung, die zum Zweck der Grenzsicherung zu Nubien erbaut wurde. Seit der Fertigstellung des Assuan-Staudammes ist die Insel vom Nubia-See überflutet. 
Die Festung, etwa 351 Kilometer südlich von Assuan und von Sesostris III. errichtet, lag im Bereich des zweiten Nil-Katarakts und hatte eine Größe von 77 × 87 Meter. Die Schutzmauer hatte eine Stärke von 5,3 Metern und trat mit den Bastionen spornartig hervor. Der stark befestigte Eingangsbereich schützte einen Tempel und Lagerhallen am Hafen. Im Inneren der Burg gab es ein Kommandantenhaus, Kasernen und riesige Magazine. 